# Usui Rie
Usui Rie (臼井 理恵, sinh ngày 28 tháng 12 năm 1989) là một cầu thủ bóng đá nữ người Nhật Bản.

## Đội tuyển bóng đá nữ quốc gia Nhật Bản
Usui Rie thi đấu cho đội tuyển bóng đá nữ quốc gia Nhật Bản từ năm 2014.

## Thống kê sự nghiệp
| Nhật Bản  | Nhật Bản | Nhật Bản |
| Năm       | Trận     | Bàn      |
| --------- | -------- | -------- |
| 2014      | 6        | 0        |
| Tổng cộng | 6        | 0        |